# Caça multiúso

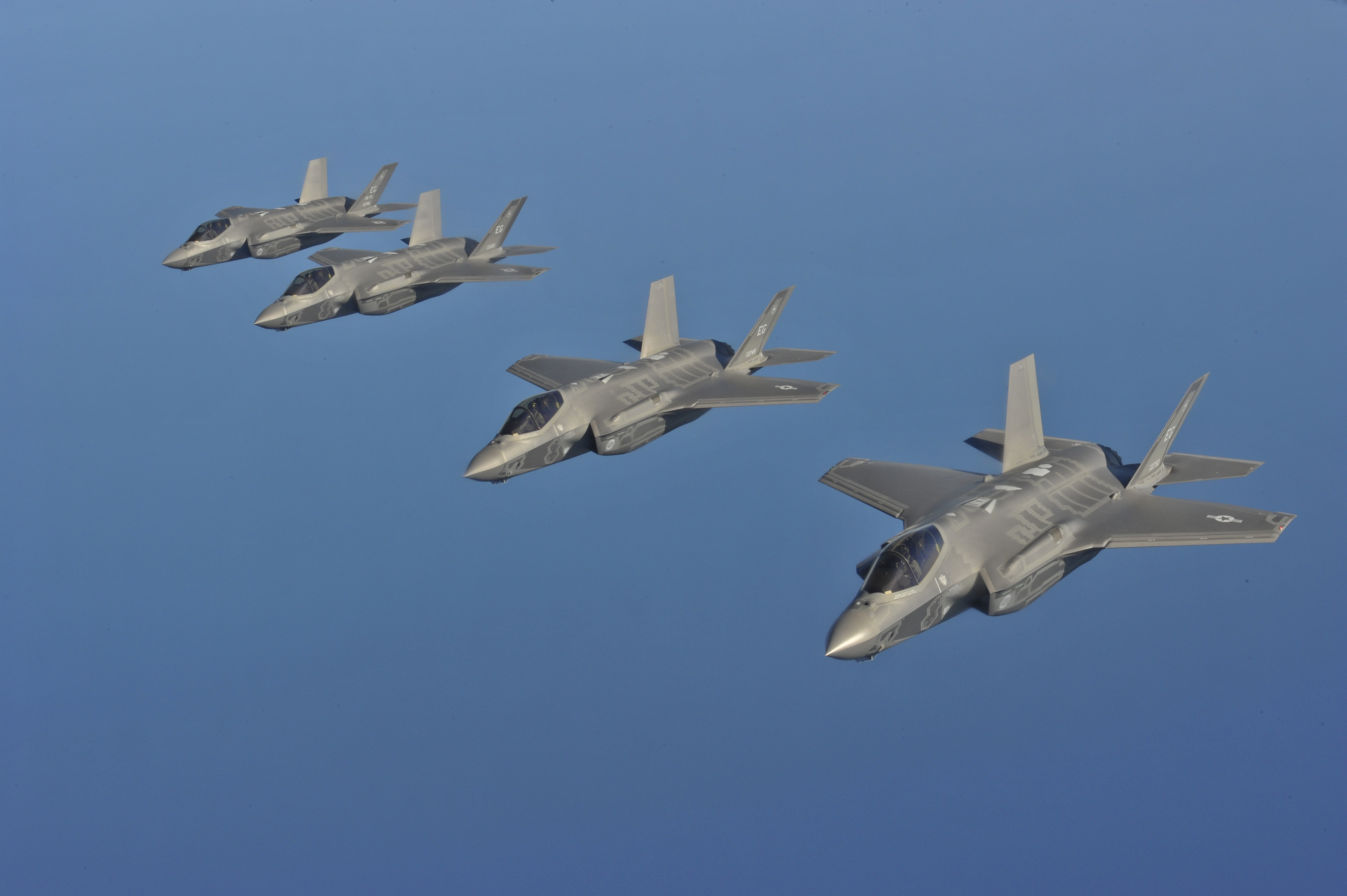
Caças multiúso F-35.

Um caça multiúso (ou multifunção) é um avião a jato militar destinada a realizar diferentes papéis de combate. Um caça multiúso é uma aeronave de combate que pode realizar, ao mesmo tempo, ações de caça além de outras operações como ataque ao solo e tipos de operações ar-ar.

## Definição
O termo "Multiúso" teve origem em determinadas aeronaves desenhadas para utilizar a mesma base comum para múltiplas missões, sendo o desenho básico adaptado frente o tipo de uso. A motivação básica para desenvolvimento de aeronaves multiúso concerne a redução de custos em usar a base comum.
Com o desenvolvimento, mais usos foram adicionados, como o reconhecimento aéreo, controle aéreo avançado e aeronave de guerra eletrônica. Missões de ataque incluem subtipos interdição aérea, SEAD e apoio aéreo aproximado.
Multiúso também pode ser aplicado a aeronaves com duas funções principais, primária para combate ar-ar, secundária para missões de Caças-bombardeiros. Contudo, a aquelas que possuem ênfase em combate aéreo são usualmente considerados como caças de supremacia aérea e usualmente realizam apenas esse tipo operacional, mesmo sendo teoricamente capazes de uso para ataque ao solo. Um bom exemplo concerne ao Grumman F-14 Tomcat comparável ao F/A-18 Hornet; o F-14 foi concebido originalmente como um caça de superioridade aérea e interceptação de aeronaves para defesa de frotas, sendo algumas variantes posteriores (caso do F-14 B) possuírem capacidade de realizar ataque ao solo, enquanto o F/A-18 foi desenhado para ataques ao solo como capacidade limitada para defesa de si e de outras aeronaves no ar-ar.

### Swing-role- mudança instantânea
Algumas aeronaves são chamadas de swing-role - "Mudança Instantânea", já que há ênfase na mudança rápida operacional, pelo período curto ou mesmo dentro da missão. De acordo com o Dicionário Militar: "A habilidade de uma aeronave multiúso concerne a múltiplos propósitos durante a mesma missão".
A definição da BAE Systems: "Uma aeronave que pode realizar tanto operações ar-ar e ar-superfície na mesma missão, mudando entre esses tipos operacionais instantaneamente, oferecendo verdadeira flexibilidade. Isso reduz custos, aumenta efetividade e aumenta a  interoperabilidade com as forças aéreas aliadas".
De acordo com a Eurofighter: "Capacidade de oferecer considerável custo-benefício para os comandos operacionais." 

## História

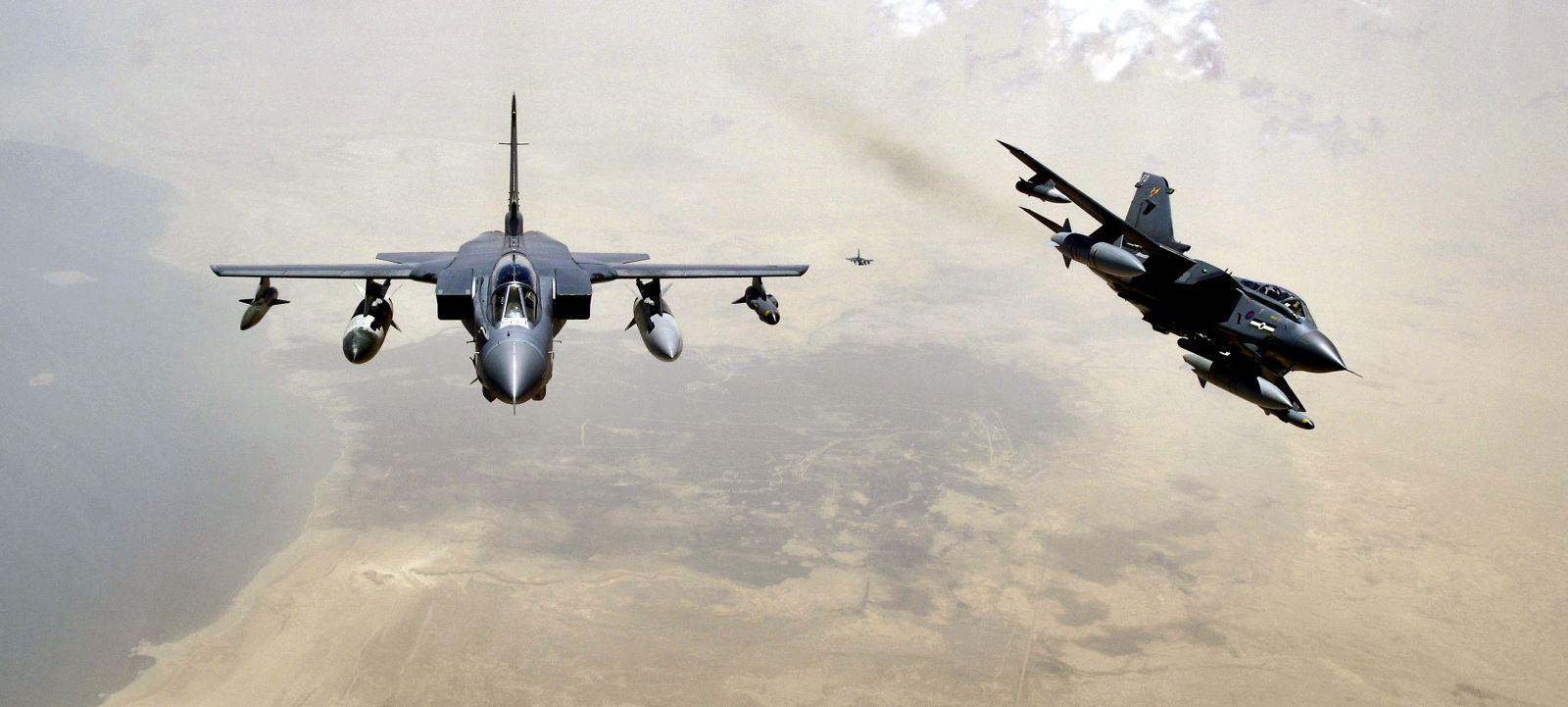
O programa Panavia Tornado foi historicamente o primeiro a possuir tal designação.

Embora o termo "caça multiúso" seja relativamente novo, determinados projetos na história provaram versatilidade em usos múltiplos. Em particular o Junkers Ju 88 era reconhecido na Alemanha como o "pau para toda obra", capaz de realizar missões como bombardeiro, bombardeiro de mergulho, caça, caça noturno etc.; assim como o Britânico De Havilland Mosquito realizava operações de bombardeiro rápido, reconhecimento e caça noturno.
O McDonnell Douglas F-4 Phantom II construído pela McDonnell Douglas também entra dentro da definição de aeronave multiúso devido a suas várias configurações baseadas no design básico. Tais configurações eram usadas em operações ar-ar, caça-bombardeiro, reconhecimento e supressão de defesas aéreas.
O primeiro uso do termo por um projeto multinacional europeu ocorreu com o "Multi-Role Combat Aircraft", o qual foi formado em 1968 para produzir uma aeronave capaz de bombardeio tático, reconhecimento aéreo interceptação e operações marítimas. O design tinha como objetivo substituir a ampla gama de diferentes tipo de aeronaves cooperando nas forças aéreas. O projeto produziu o Panavia Tornado, o qual utilizava um design básico para realizar uma variedade de funcções, sendo introduzido as variantes Tornado IDS (inteceptador) e Panavia Tornado ADV de defesa aérea. Por contraste, o F-15 Eagle era outro caça designado para superioridade aérea e interceptação, sem qualquer intuito de uso a ataque a solo, mas seu design resultou no F-15E  Strike Eagle, o qual manteve características de combate ar-ar e possibilidade ao solo.

## Exemplos - Galeria

### Ativos
| País                                      | Construtor                         | Aeronave                    | Introdução           | Variantes                    |  |
| ----------------------------------------- | ---------------------------------- | --------------------------- | -------------------- | ---------------------------- |  |
| Canadá                                    | McDonnell Douglas                  | CF-18 Hornet                | 1983                 | CF-18A, CF-18B               |  |
| China                                     | Chengdu                            | J-10                        | 2003                 | J-10A, J-10S, J-10B          |  |
| China                                     | Shenyang                           | J-11B                       | 2008                 | J-11B/S/H                    |  |
| China                                     | Shenyang                           | J-15                        | 2012                 | J-15, J-15S                  |  |
| China                                     | Shenyang                           | J-16                        | 2013                 | J-16, J-16D                  |  |
| China                                     | Xian                               | Xian JH-7                   | 1992                 | JH-7, JH-7A, JH-7B           |  |
| França                                    | Dassault                           | Mirage 2000                 | 1982                 | N/D                          |  |
| França                                    | Dassault                           | Rafale                      | 2001                 | B/C/M                        |  |
| Índia                                     | HAL                                | HAL Tejas                   | 2015                 | Tejas Mark 2                 |  |
| Japão                                     | Mitsubishi                         | F-2                         | 2000                 | F-2A/B                       |  |
| Coreia do Sul                             | KAI                                | FA-50 Fighting Eagle        | 2011                 | T-50, TA-50                  |  |
| China · Paquistão                         | Chengdu PAC                        | JF-17 Thunder/FC-1 Xiaolong | 2007                 | Block I/II                   |  |
| União Soviética · Rússia                  | Mikoyan                            | MiG-29                      | 1983                 | MiG-29/MiG-29OVT/SMT/M/K     |  |
| União Soviética · Rússia                  | Mikoyan                            | MiG-35                      | Yet to enter service | MiG-35MiG-35D                |  |
| União Soviética · Rússia                  | Sukhoi                             | Su-30                       | 1996                 | Su-30/Su-30K/MK/M2           |  |
| União Soviética · Rússia                  | Sukhoi                             | Su-30MKK                    | 2000                 | Su-30MKK/MKV/MK2/MK2V        |  |
| União Soviética · Rússia                  | Sukhoi                             | Su-35                       | 2008                 | Su-35/Su-35S                 |  |
| Rússia · Índia                            | Sukhoi/HAL                         | Su-30MKI                    | 2000                 | Su-30MKI/SM/MKM/MKA          |  |
| Suécia                                    | Saab                               | JAS 39 Gripen               | 1997                 | 39A/B, 39C/D, 39E/F          |  |
| Alemanha · Itália · Reino Unido           | Panavia                            | Tornado IDS                 | 1979                 | Tornado ADV                  |  |
| Alemanha · Itália · Espanha · Reino Unido | Eurofighter                        | Typhoon                     | 2003                 | Tranche 1,2                  |  |
| Estados Unidos                            | General Dynamics (Lockheed Martin) | F-16 Fighting Falcon        | 1978                 | A/B, C/D, Özgür, Sufa, N, QF |  |
| Estados Unidos                            | McDonnell Douglas (Boeing)         | F/A-18 Hornet               | 1983                 | F/A-18E/F Super Hornet, C/D  |  |